# Peperomia lauterbachii
Peperomia lauterbachii är en pepparväxtart som beskrevs av Karl Moritz Schumann. Peperomia lauterbachii ingår i släktet peperomior, och familjen pepparväxter. Inga underarter finns listade i Catalogue of Life.